# Риджвея сивоголова
Риджве́я сивоголова (Arremonops conirostris) — вид горобцеподібних птахів родини Passerellidae. Мешкає в Центральній і Південній Америці.

## Опис
Довжина птаха становить 16,5 см, вага 37,5 г. Голова сіра, на тімені дві широкі чорні смуги, через очі проходять вузькі чорні смуги. Верхня частина тіла оливкова, крила жовтуваті. Нижня частина тіла білувата, боки сіруваті, нижня частина живота має оливковий відтінок. У молодих птахів голова жовтувата з коричневими смугами, верхня частина тіла бурувато-оливкова, нижня частина тіла оливково-жовта.

## Підвиди
Виділяють шість  підвидів:

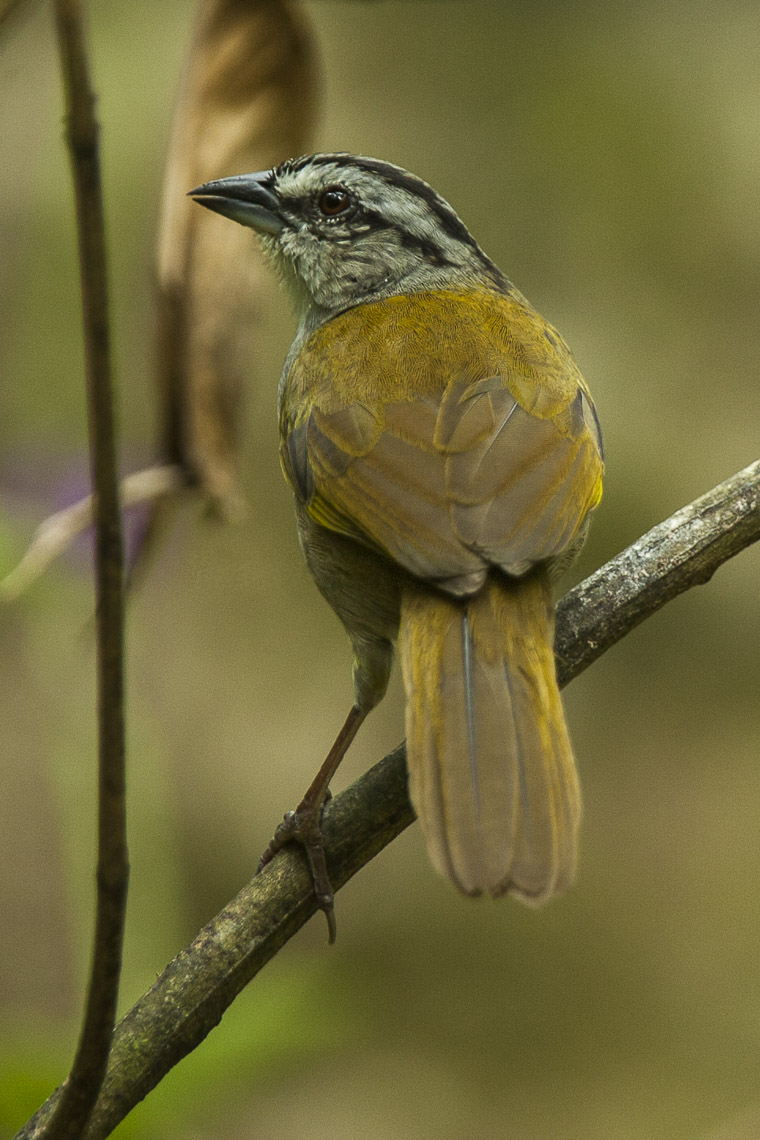
Сивоголова риджвея (Панама)

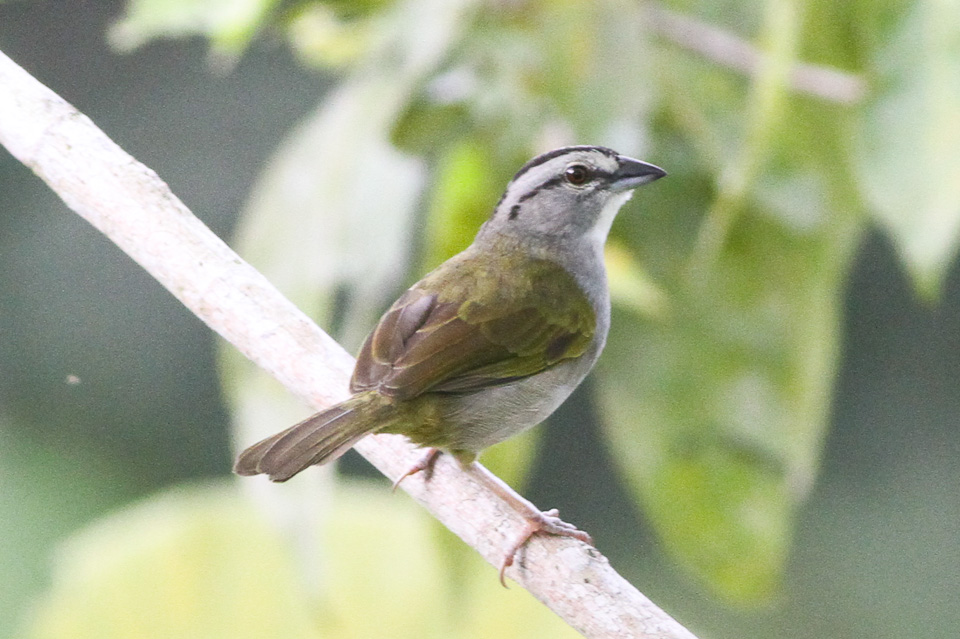
Сивоголова риджвея

- A. c. striaticeps (Lafresnaye, 1853) — від східного Гондурасу і Панами до західної Колумбії і західного Еквадору;
- A. c. viridicatus Wetmore, 1957 — острів Коїба;
- A. c. inexpectatus Chapman, 1914 — північ центральної Колумбії (долина річки Магдалени);
- A. c. conirostris (Bonaparte, 1850) — північна і північно-східна Колумбія, північна і центральна Венесуела, північна Бразилія (Рорайма);
- A. c. umbrinus Todd, 1923 — східний Еквадор і західна Венесуела;
- A. c. pastazae Krabbe & Stejskal, 2008 — східний Еквадор.

## Поширення і екологія
Сивоголові риджвеї мешкають в Гондурасі, Нікарагуа, Коста-Риці, Панамі, Колумбії, Венесуелі, Бразилії, Еквадорі і Перу. Вони живуть у вологих і сухих рівнинних тропічних лісах і чагарникових заростях, у вологих гірських тропічних лісах, в садах і на плантаціях. Зустрічаються на висоті до 1650 м над рівнем моря. 

## Поведінка
Сивоголові риджвеї зустрічаються парами, ведуть переважно наземний спосіб життя. Живляться комахами, павуками, насінням, а також ягодами. Гніздо велике, куполоподібне з широким бічним входом. Розміщується в густій рослинності, переважно на висоті до 1 м над рівнем моря. В кладці 2-3 білих яйця. Насиджує лише самиця. Інкубаційний період триває 12-14 днів.